# Binsfeld (Luxemburg)
Binsfeld (Luxemburgs: Bënzelt) is een plaats in de gemeente Weiswampach en het kanton Clervaux in Luxemburg.
Binsfeld telt 220 inwoners (2001).
In het dorp staat de Drievuldigheidskerk.

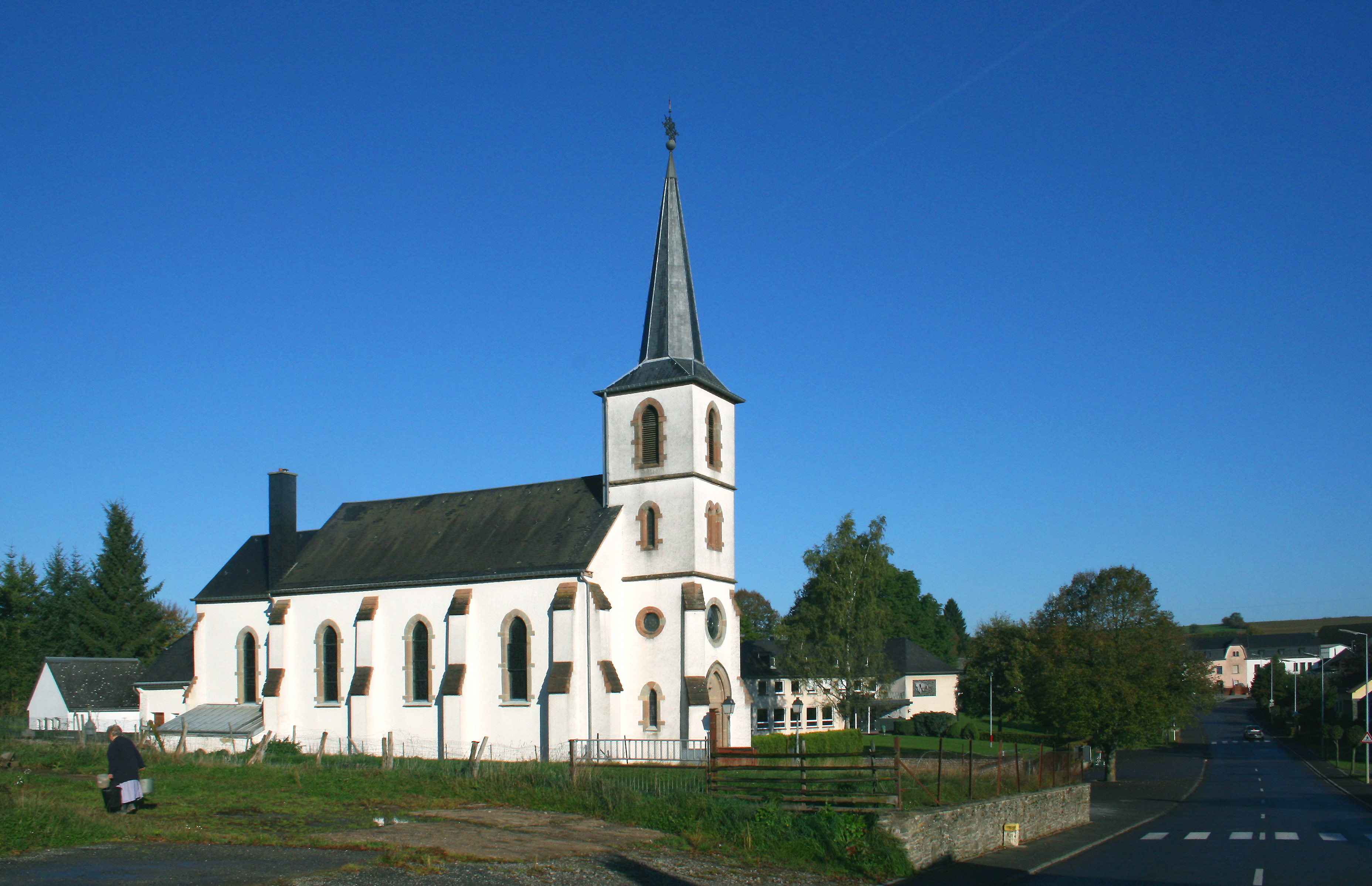
De buurt van de kerk.

## Geboren
- Gustave Zanter (1916-2001), glazenier, mozaïekkunstenaar

Beiler · Binsfeld · Breidfeld · Holler · Leithum · Maulusmühle · Wemperhardt

Luxemburgse gemeenten · Kanton Clervaux · Luxemburg